# Joaquim Rovira Pastor
Joaquim Rovira Pastor   (Sant Vicent del Raspeig, 1947 - Sant Vicent del Raspeig, 2020) fou un pilot de motociclisme valencià que destacà en competicions estatals durant la dècada de 1960, sense arribar però a guanyar cap campionat important. Competí sempre a títol privat, sense comptar amb l'ajut de cap fabricant ni entitat (de fet, fins al final de la seva carrera mai no va disposar de la seva pròpia motocicleta, havent de córrer amb les que li deixaven), però tot i així aconseguí brillants resultats i fou molt elogiat pels experts pel seu estil de pilotatge, que fou descrit com una combinació d'elegància, audàcia i intel·ligència.
El 2003, l'ajuntament de la seva ciutat li atorgà el nomenament de "Santvicenter Universal".

## Resum biogràfic
Cursà els seus primers anys d'ensenyament al col·legi dels Germans Maristes d'Alacant. Un cop acabat el segon curs de batxillerat, a l'edat de 13 anys, decidí d'incorporar-se al negoci familiar de distribució i repartiment de vins, ajudant el seu pare, dedicant-s'hi fins al 1965, any en què feu els 18 i començà a combinar la seva feina amb estudis en acadèmies d'Alacant. Aquell fou també l'any en què debutà en curses de motociclisme.
Més tard adquirí coneixements de mecànica, ja que treballà de mecànic i de torner en un taller de rectificats (això li serví de molt en la seva futura afecció al motociclisme, ja que en aquells anys un pilot també feia de mecànic). Finalment, s'introduí en el món de la pelleteria, sector al qual dedicà més de vint-i-cinc anys de professió.

### Anys 60
El seu interès pel món del motor començà a manifestar-se quan tot just era un xiquet, gràcies al seu tracte amb Pedro Soto, mecànic del seu poble. El 1965 va disputar la seva primera cursa: el “Trofeu Oportunitat Port Pesquer d'Alacant”, on va córrer amb una Derbi 65 cc, acabant en segona posició i demostrant així la seva habilitat per a la conducció i pilotatge de motocicletes.
Els seus pares no comprenien la seva dèria per les motos: «No és que no li fes gràcia al meu pare, sinó que m'hi va posar tots els entrebanc possibles. En una ocasió va arribar a lligar-me amb una cadena la moto que jo tenia. Em vaig quedar sense moto, fins i tot va arribar a anar al Moto Club Alacant perquè no em deixessin córrer. Llavors corria per allà un tal Esteve de la Federació Valenciana, i li va contestar que si jo tenia un permís per a conduir motos, podia tenir una llicència».
Joaquim Rovira només podia participar en curses mentre això no interferís en el negoci vinater familiar, en què treballava. Així doncs, per a córrer les seves primeres curses, amics i parents li deixaven les seves motos. Aviat, molts afeccionats de l'època es fixaren en el jove pilot santvicenter, i per tal de seguir gaudint del seu pilotatge, ells mateixos li deixaven les seves motos. Això tenia un inconvenient, ja que Joaquim Rovira no veia i no provava la seva motocicleta de competició fins pràcticament al mateix dia de la cursa. Com a molt, tenia els entrenaments per a poder familiaritzar-se amb la màquina. Malgrat aquests difícils condicionants, va assolir nombrosos primers i segons llocs, gràcies a la seva gran capacitat d'adaptació i el seu talent per a pilotar.
El 1966 va participar en el Trofeu Oportunitat complet (aleshores se'n disputaven diverses curses a Benidorm, Múrcia, Alcoi, etc.). Aquell any, guanyà el seu primer Campionat d'Espanya en categoria “Debutants en 75 cc”, pilotant una Derbi Gran Sport 74.
El 1967 li arribà la seva primera gran oportunitat: fou l'única vegada que es va poder inscriure en un equip en tota regla. L'escuderia Moto Club Alacant disposava de tres Derbi 74 cc de Competició Client. Els altres pilots de l'equip (a banda de Rovira) eren A. López, L. Verdú, F. Ruiz i Joan Ramon Bevià. El mecànic era Pedro Soto Plans (el seu conegut) i l'ajudant, J. Sánchez Gadea (tot i així, gairebé durant tota la seva carrera el seu mecànic fou Ernesto Torregrosa).
Durant aquella temporada, amb aquesta escuderia, Joaquim Rovira va acabar entre els dos primers classificats en tots els trofeus.
Llavors li tocà de fer el servei militar obligatori (en aquella època eren 18 mesos). Per acabar-ho d'adobar, l'any següent l'equip es va desfer. Malgrat tot, aquell mateix 1968 va escapar-se de la caserna i se'n va anar a córrer el mateix dia el Trofeu Fogueres, acabant-hi segon. «Vaig intentar esquivar el servei militar amb gestions per part del Moto Club Alacant i amb el senyor Ramos de la delegació de València. Però en aquella època, quan estaves fent el servei militar, no hi havia forma que et donessin permisos per a córrer tret que fossis l'Ángel Nieto».
El 1969 estigué molt actiu i va participar en moltes curses del campionat estatal: Jerez de la Frontera, Saragossa, Jarama, Lugo, Guadalajara (Castella - la Manxa), etc. Al juny d'aquell any va participar en les I 12 Hores del Jarama, amb una Mondial de 250 cc, i al juliol disputà també les 24 Hores de Montjuïc, les dues curses amb el seu company del Moto Club Alacant Joan Ramon Bevià.

### Anys 70
Durant els anys successius, del 1970 al 1973, participà en totes les curses que va poder, sempre amb motocicletes manllevades i amb l'agreujant que al seu pare no li feia cap gràcia que competís.
El 1970 va acabar el campionat d'Espanya de 250 cc en tretzena posició, aconseguint una victòria a la prova de Benicarló. El 1971 acabà el mateix campionat en cinquena posició, gràcies a un segon lloc a Cullera i un quart a Castelló de la Plana. Obtingué aquest resultat competint contra màquines oficials i alguns pilots amb experiència al Campionat del Món. En aquell moment va semblar que les marques oficials s'hi començaven a fixar. Però per diverses circumstàncies les converses no fructificaren.
«Em varen oferir una MK2 Kit Amèrica, però en aquells moments Bultaco ja començava a plantejar-se deixar les curses. Va ser una època dura: Santiago Herrero es va matar i OSSA es va retirar, Derbi tenia a Benjamí Grau i a Nieto, quedava Montesa que pràcticament s'havia retirat de la competició, i Víctor Palomo i Jaume Samaranch començaven a portar motos d'importació. Va ser llavors quan em vaig decidir a comprar la TSS d'aigua, amb embragatge en sec, prototipus de José Medrano. Quan vaig fer cinquè al Campionat d'Espanya, a la graella pràcticament totes les motos eren oficials, jo corria amb el que podia, ho tenia molt difícil».

### Retirada
Joaquim Rovira estava establert al seu Sant Vicent del Raspeig natal, vivint gairebé al bell mig d'aquesta població. Allà hi tenia també el seu taller, on preparava i restaurava motocicletes (la seva particular era una Moto Guzzi 250 cc bicilíndrica de 1975).

## Cilindrades i motocicletes
Al llarg de la seva carrera, Rovira competí en diverses cilindrades: 75, 125, 250, 500 i 750cc- i pilotà gran varietat de motocicletes, destacant-ne aquestes:
- Derbi:
  - 65, 49 i 74 Gran Sport
  - 74 Competició Client
  - 74 ex-Pedro Álvarez
- Bultaco:
  - TSS 125 ex-Santi Botella
  - Metralla de 1962 pujada a 250 cc
  - MK2-RS
  - TSS 250 refrigerada per aigua dels anys 60
  - TSS 250 oficial ex-José Medrano
  - TSS 350 oficial ex-José Medrano
- Mondial 250
- BSA 500
- Benelli 250
- Laverda 750 SF